# Vladislav Serov
Pour les articles homonymes, voir Serov.
Vladislav Oleksandrovych Serov (ukrainien : Владислав Олександрович Сєров, né le 14 juin 1978 à Kiev en République socialiste soviétique d'Ukraine - mort le 6 septembre 2012) est un joueur professionnel ukrainien de hockey sur glace.

## Carrière de joueur
Joueur ukrainien qui joua la majorité de sa carrière en Amérique du Nord. Il débute chez les professionnels en 1999-2000 alors qu'il se joint aux Generals de Flint de la United Hockey League. Au cours de cette saison, il joue aussi dans la Ligue internationale de hockey. En 2000-2001, il évolue avec les Mallards de Quad City lorsque ceux-ci remportent la Coupe Coloniale au terme de la saison.
Il joue ensuite deux saisons dans l'ECHL avec les Generals de Greensboro avant d'aller jouer la saison 2003-2004 en Italie et en Ukraine. Il revient après cette saison dans l'ECHL puis joue dans la UHL en 2005-2006. Il termine sa carrière professionnelle dans son pays natal en 2006-2007.
Au niveau international, il représenta l'Ukraine à trois reprises dont aux Jeux olympiques en 2002.

## Statistiques en carrière

### En club
| Saison    | Équipe                      | Ligue         |    | Saison régulière | Saison régulière | Saison régulière | Saison régulière | Saison régulière |    | Séries éliminatoires | Séries éliminatoires | Séries éliminatoires | Séries éliminatoires | Séries éliminatoires |
| Saison    | Équipe                      | Ligue         | PJ | B                | A                | Pts              | Pun              | PJ               | B  | A                    | Pts                  | Pun                  |                      |                      |
| 1998-1999 | Oil Barons de Fort McMurray | LHJA          |    |                  |                  |                  |                  |                  |    |                      |                      |                      |                      |                      |
| 1999-2000 | Generals de Flint           | UHL           | 17 | 15               | 11               | 26               | 23               | 15               | 9  | 7                    | 16                   | 17                   |                      |                      |
| 1999-2000 | Vipers de Détroit           | LIH           | 1  | 0                | 0                | 0                | 2                | -                | -  | -                    | -                    | -                    |                      |                      |
| 1999-2000 | Moose du Manitoba           | LIH           | 51 | 11               | 9                | 20               | 16               | -                | -  | -                    | -                    | -                    |                      |                      |
| 2000-2001 | Mallards de Quad City       | UHL           | 29 | 33               | 13               | 46               | 26               | 12               | 12 | 7                    | 19                   | 6                    |                      |                      |
| 2000-2001 | Bears de Hershey            | LAH           | 7  | 1                | 2                | 3                | 2                | -                | -  | -                    | -                    | -                    |                      |                      |
| 2000-2001 | Wolves de Chicago           | LIH           | 4  | 0                | 1                | 1                | 2                | -                | -  | -                    | -                    | -                    |                      |                      |
| 2001-2002 | Generals de Greensboro      | ECHL          | 46 | 20               | 14               | 34               | 37               | -                | -  | -                    | -                    | -                    |                      |                      |
| 2002-2003 | Generals de Greensboro      | ECHL          | 26 | 11               | 11               | 22               | 38               | -                | -  | -                    | -                    | -                    |                      |                      |
| 2003-2004 | HC Appiano                  | Série A       | 18 | 15               | 7                | 22               | 12               | -                | -  | -                    | -                    | -                    |                      |                      |
| 2003-2004 | HK Sokol Kiev               | Vichtcha Liha | 10 | 6                | 2                | 8                | 2                | -                | -  | -                    | -                    | -                    |                      |                      |
| 2004-2005 | Condors de Bakersfield      | ECHL          | 57 | 19               | 27               | 46               | 61               | 5                | 0  | 0                    | 0                    | 2                    |                      |                      |
| 2005-2006 | Mechanics de Motor City     | UHL           | 50 | 20               | 13               | 33               | 18               | 4                | 0  | 1                    | 1                    | 0                    |                      |                      |
| 2006-2007 | Berkout Brovary             | Vichtcha Liha | 10 | 3                | 5                | 8                | 4                | -                | -  | -                    | -                    | -                    |                      |                      |
| 2006-2007 | HK АТEК Kiev                | Vichtcha Liha | 8  | 6                | 6                | 12               | 6                | -                | -  | -                    | -                    | -                    |                      |                      |

### En équipe nationale
| Année | Équipe          | Compétition                   |   | PJ | B | A | Pts | Pun          |  | Résultat |
| 1997  | Ukraine -20 ans | Championnat du monde junior B | 7 | 6  | 2 | 8 | 2   |              |  |          |
| 2002  | Ukraine         | Jeux olympiques               | 4 | 0  | 1 | 1 | 0   | 10e position |  |          |
| 2004  | Ukraine         | Championnat du monde          | 5 | 0  | 0 | 0 | 0   | 14e position |  |          |